# Zegban
Zegban est une localité dans le Sud de la Côte d'Ivoire dans le District des Lagunes. La localité de Zegban est située dans la région de Gbôkle, appartement au département de Fresco. 